# My Last Breath
Chansons représentant le Royaume-Uni au Concours Eurovision de la chanson
Bigger than Us
(2019) Embers
(2021)
Clip vidéo
[vidéo] « My Last Breath », sur YouTube
My Last Breath est une chanson de James Newman qui devait représenter le Royaume-Uni à l'Eurovision 2020 à Rotterdam. La chanson est sortie en téléchargement numérique le 27 février 2020. La chanson a été écrite par Newman, Ed Drewett, Adam Argyle et Iain James.

## Concours Eurovision de la Chanson
La chanson devait représenter le Royaume-Uni au Concours Eurovision de la chanson 2020, à la suite de la sélection de James Newman en interne. En tant que membre du "Big 5", le Royaume-Uni se qualifie automatiquement pour participer à la finale. En plus de sa participation à la finale, le Royaume-Uni est également tenue de diffuser et de voter à l'une des deux demi-finales.
Le 18 mars 2020, l'union européenne de radio-télévision annonce l'annulation du concours eurovision de la chanson 2020, entraînant le retrait de tous les pays participants. De plus, elle annonce que la possibilité que la chanson soit interprétée lors de l'édition 2021 n’est pas possible en raison des règles du concours qui interdissent qu’une chanson soit dévoilée avant le mois de Septembre pour l’édition suivante. Pour qu’elle soit valide pour le concours de 2021, elle n’aurait pas eu le droit d’être dévoilée avant Septembre 2020).

## Classements hebdomadaires
| Classement (2020)               | Meilleure position |
| ------------------------------- | ------------------ |
| Belgique (Flandre Ultratip 100) | Tip                |
| Écosse (OCC)                    | 23                 |
| Royaume-Uni (UK Download Chart) | 23                 |
| Tchéquie (IFPI Rádio)           | 61                 |